# 九鬼喜久男
九鬼 喜久男（くき きくお、1918年（大正7年）7月31日 - 2005年（平成17年）10月31日）は、日本の実業家、政治家。第12代四日市市長（1966年（昭和41年）1月22日 - 1972年（昭和47年）11月18日）。九鬼産業グループの経営者。三重県松阪市飯高町（当時の飯南郡波瀬村）の出身、四日市九鬼家の婿養子で、旧姓は田中。四日市公害（四日市ぜんそく）裁判の引き金を引いた政治家である。

## 経歴

### 生い立ち・九鬼家の婿養子
飯南郡波瀬村の旧家（大山林地主）田中家で田中彦左衛門の二男として誕生する。婿養子として結婚する前の姓名は田中喜久男であった。三重県知事（1955年 - 1972年）を務めた田中覚とは同族で、遠戚関係にあった。
四日市市の名門家系である四日市九鬼家は、九鬼水軍を率いた九鬼氏の末裔で、江戸時代に商業に転じて栄え、製油業の九鬼産業グループを経営していた。四日市九鬼家の当主は代々九鬼紋十郎（別名は九鬼紋七）を襲名し、8代目九鬼紋七・九鬼紋十郎・9代目九鬼紋七親子は2代続けて衆議院議員と参議院議員を務めていた。
田中喜久男は1941年（昭和16年）に東京帝国大学経済学部経済学科を卒業した。横浜正金銀行の勤務中に日本軍に応召され、病気のため1943年（昭和18年）に除隊して療養した。その後、九鬼産業に入社し、才覚を買われて九鬼紋十郎の娘（妹の実子で紋十郎の養女となった）高子と結婚し婿養子となった。喜久男は養父紋十郎の経営する九鬼肥料所の経営に参画して九鬼肥料工業の社長となり、三陽化成株式会社を設立して社長や会長を務め、1973年（昭和48年）にはホテルサンルートを設立して社長を務めた。
喜久男はまた、四日市市教育委員会の委員や三重県教育委員会の委員などの教育行政、ボーイスカウト三重県連盟会の設立にも関わった。
妻の高子との間には、1947年（昭和22年）に長男の九鬼通夫（CBC本社勤務）、1950年（昭和25年）に九鬼十三男（電通名古屋勤務）、1951年（昭和26年）に九鬼史夫（近鉄百貨店大阪勤務）が誕生した。

### 石油化学重視の思想
九鬼喜久男は、四日市市長として昭和40年代に四日市の大規模開発で団地造成ブームを推進した政治家である。四日市の既存地場産業である漁業や紡績（東洋紡（東洋紡績富田工場・東洋紡績三重工場・東洋紡績塩浜工場・東洋紡績楠工場）・トーア紡コーポレーション（東亜紡織楠工場）・平田紡績・三幸毛糸紡績）と漁網を作る製網（平田紡績・網勘製網）など繊維産業を中心とする軽工業を軽視する思想の持ち主であった事から重工業産業の株式会社勤務の住宅地の社宅用地と都市街及び四日市コンビナートの工業地域中心の塩浜地区に変更する事とした。人物像として、工業地域から移転して都市団地の大規模造成を重視する都市整備計画を立案した。社会政策派の市長として都市交通網中心の工業都市を建設する『近代四日市の交通工業都市革命』を唱えた。
一方、新しい産業の石油化学産業を重視する重工業化政策を推進した。四日市公害の発生地区である塩浜の地元漁港の磯津地区の漁師には「第1次産業は必要ない。漁業を営むのを辞めるべきで、漁業は時代遅れである」と発言した逸話がある。また、たとえ話として「味噌屋から味噌の匂いがして当たり前で四日市コンビナートから石油化学の匂いがして当たり前」「四日市は石油化学関連の企業の城下町。それが嫌なら出ていけ」と発言したとされている。

### 四日市市長選挙に当選
1965年（昭和40年）に四日市市長の平田佐矩が急死した。1966年（昭和41年）1月21日の四日市市長選挙は、保守系有力候補2人と日本共産党候補による激しい選挙戦となり、平田の前任の吉田勝太郎以前に市長を務めた吉田千九郎に対し、若さを強調したことと四日市コンビナート企業や財界の支持を受けたこと、またケネディ旋風と名門九鬼家の財力で九鬼喜久男が接戦の末に勝利をした。
平田は九鬼家と並ぶ四日市の二大財閥の一方である四日市平田家の出身であり、四日市の重工業化を推し進めた一方、四日市コンビナートの工場排煙による公害という負の遺産も残した。四日市公害対策の団地建設と都市改造計画を推進した九鬼の都市計画立案の戦後経済思想と四日市都市計画構想の具体的な内容を紹介した本が注目された。公害患者や左翼政党思想者を抹殺していると批判されたが都市計画を立案して団地造成を推進した。公害汚染地区の住民の自然豊かな郊外移転を推進して公害対策を実施した。昭和43年に『都市の繁栄のその意味と目標(特集)の 都市繁栄の目標の四日市市長の立場から』が保守系の出版社から執筆依頼をされた。昭和43年に四日市都市計画構想の具体的な内容を紹介した本を出版及び執筆した。四日市市民からは、九鬼喜久男は市長として公害対策を行うのが当然と思われており、また若さと改革への期待、財界のエースとしての期待から、四日市のケネディと呼ばれた。就任当時47歳で、初の大正生まれの若い市長であった。
こうした期待に対して九鬼は、塩浜地区での四日市喘息の公害患者との懇談会で「塩浜地区はいつまで漁業をするのか。今は工業化の時代であり、自分は四日市市長として石油化学産業の誘致をする工業化を進めており、工業が四日市市にとって最も重要であり農業と漁業は時代遅れで、塩浜地区は工業地区に向いていており、塩浜地区民は漁業をやめるべきである。漁業は近代化に遅れた古代・中世・近世から続く封建的な時代遅れな産業であるから漁業は廃業して、工業が四日市市にとって最も必要な産業であり、工業のためには漁業が犠牲となっても良い」と発言した。
四日市市議会では「経済発展のために四日市コンビナートが必要である。四日市市は石油化学産業による経済発展をすべきである。工業化政策が四日市市の最重要課題であり、少々の公害被害が発生して、四日市市民が病気となり健康被害で死亡するのも、急増する交通事故による死亡者や広島市への原子爆弾投下・長崎市への原子爆弾投下や四日市空襲や戦死の損害と比べたら四日市市が経済発展するための代償だからやむを得ない」と発言した。
九鬼は霞ヶ浦地区に第3コンビナートを建設をすることを推進した。自民党系の市議会議員に働きかけて、市議会で第3コンビナートの建設条例案の強行採決をした。第3コンビナートが建設されると、すでに公害があった塩浜地区・日永地区・中部地区・橋北地区・海蔵地区・羽津地区以外、市北部の富田地区・富洲原地区にも公害が拡大する可能性が指摘され、四日市ぜんそくによる健康被害が富田地区でも発生するかもしれないと問題となった。公害拡大の危機感が富田地区民から叫ばれた。九鬼はプラント設備の安全性と、人工島による建設計画であり陸続きでなく地理的に安全であることを強調した。九鬼は市民の健康被害より市の経済成長を優先した。そのため、公害患者が多い塩浜地区民と対立した。

### 市政方針の表明
九鬼喜久男は47歳の若さと清新さを前面に押し出しながら、1966年（昭和41年）3月に市議会において、市政全般にわたる所信を表明した。九鬼市長の基本認識は、
「四日市市の産業は、日本経済の高度経済成長とともに順調な発展をなし、四日市市民の生活も一段と向上いたしましたがこの反面、公共投資を含む社会開発は、必ずしも意のごとく進行せず、相当なひずみ弊害があり、農業と中小企業の近代化促進、教育施設、文化施設、福祉施設、道路網、公園緑地、下水道設備等インフラなどの都市環境の早急な整備が強く望まれる」
として、平田市長時代の都市環境整備のための都市改造計画の具体化を強調した。平田市長時代からの懸案であった、四日市港の整備と霞ヶ浦付近の埋め立て問題については、1966年（昭和41年）4月から四日市港管理組合と四日市港開発事業団を発足させて、「契機に今後ますます四日市港の整備と港湾の修築をはかり、同時に埋め立てと相まって、その開発計画の推進を慎重に検討いたしたいと思います」と述べ、平田市政下で押し進められた霞ヶ浦付近の埋め立て工事と北部開発計画を引き続き推進しようとした。
しかし九鬼は、平田市政の施策をすべて継承する立場をとらず、意見の不一致が多かった三重県と四日市市の関係修復と協調の推進を強調したことが注目された。

### 都市計画をまとめる
江戸時代の桑名藩の文化で大正時代の富田富洲原色が強い富洲原東洋町・西元町・富田北村町の旧町名の地域文化が戦後の都市開発の弊害になると思考していた。1966年（昭和41年）5月に住居表示制度を導入して、富田地区の町名などを以下のように変更した。
- 富田西町・富田南町・富田中町から富田一丁目・富田二丁目・富田三丁目・富田四丁目に変更する。
- 九鬼市長個人が四日市ぜんそく患者が多い磯津漁民と四日市公害問題で激しい対立をしていた。磯津漁民との激しい対立から大字塩浜の住所表示にして磯津の地名を使用する事を禁止にする方針にした。四日市公害問題の対立から磯津地区の地名使用禁止の大字塩浜の住所変更で磯津住民に対して厳しい処分にした。
- 旧町名から変更する新しい住所制度を導入して、通称による名称から区画による住所とする四日市市の都市制度の大規模改革を実施した。

平田前市長が公災害対策の抜本的解決策の検討を委託した都市計画協議会の最終報告書は、九鬼市政下の1966年（昭和41年）8月に「四日市の公害対策のための都市計画報告書」としてまとまる。九鬼市長による「都市公害対策マスタープラン」である。このマスタープランによって打ち出された四日市都市改造計画だった。九鬼市長の都市計画では高花平団地・笹川団地など南部の住宅団地への集団移転計画があった。塩浜工業地域住民の四日市公害対策としての集団移転を計画していた。四日市市の人口倍増計画として立案されたのが桜台団地・暁学園平津朝明方面を新興住宅地域として整備する内容であった。名古屋圏の住民誘致と四日市西部の田舎の農村を住宅団地として不動産開発をする内容であった。四日市市南部の住宅団地への集団移転計画と四日市市西部の農村を不動産開発する政策が戦後の四日市市の都市計画だった。
「四日市は重化学工業に特化した工業都市として発展していき、今後も四日市市の石油化学産業が発展していくと考えられる。しかし、産業の発展が公害による四日市市民の生活に犠牲の上に成立する現在の状態は根本的に改善されるべきであって石油化学産業と拡大と四日市市民の生活が両立する都市としなければならない」
との理念が発案された。九鬼は基本方針として、
「四日市を重工業と石油化学工業を一大中心として発展させるために公害は不可避であって、塩浜地区の雨池町・平和町など郊外の団地への集団移転を進めて、塩浜地区など工業地帯と隣接する公害発生地区の住民は公害がない新しい住宅地域への集団移転をして、公害発生地域は工業関係用地とする」
とした。四日市市都市計画のマスタープランでは、四日市市域を名四国道に沿った南北線区域に区分とする構図と、亜硫酸ガスの濃度による公害限界線によって以下の工業地域と住宅地域に区分していた。
1. 公害発生源を含む重化学工業の立地できる「重化学工業地域」は、今後の四日市市の工業の中心地帯と九鬼は思考した。これらの石油化学工業から現状程度までの公害原因と被害はやむをえないとする。東名阪自動車道・名四国道との連絡などの交通整備をして、危険防止のために防災緑地帯を大幅に導入する。北部海面の埋立地へ進出する工場は、公害発生源を含まないように十分配慮をする。伊勢湾全体の港湾計画とも調整した上で、大規模な商港を設置する。この地域に介在する住宅については、極力地域外への転出を図る。
2. ある程度公害の及ぶ「公害影響地域」は、中部地区などの中心市街地を想定しているが、住居の大部分はこの地域の外側の公害の及ばない地域に移転をさせる。比較的工場地帯に隣接しているところは特別工業地区に指定して、主に公害を発生しない軽工業、倉庫業などの用地とする。
3. 公害の及ばない「新住宅市街地域」は、1と2の地区からの移転人口と今後急増する人口を収容する。このうち新たな流入してくる人口約12万人と、既成市街地からの移転人口約6万人を合計した18万人を収容する新市街地を創設する。そのために、公共施設の整備による空き率の引き上げ、新しい公害のない工業の大幅な導入を図る。新市街は四日市都心からの40分以内と想定して、市北部の三岐鉄道沿線に約3万人、市中部の近鉄湯の山線沿線に約10万人、市南部の近鉄八王子線沿線に約4万人、内部川上流の丘陵地に約1万人を収容する計画を立てて、3つに地域区分して土地利用計画を構想した。

既成市街地の改造に約200億円、新市街地の建設事業に約800億円の約1000億円を、2期10年で実施する計画であった。九鬼は都市改造計画として以下の公害からの集団移転を計画した。
1. 塩浜地区の都市整理事業を実施して泊山地区への住宅を移転する[10]。
2. 午起石油化学第2コンビナート（四日市コンビナート）に隣接する午起町および高浜町の住宅の泊山地区・御館地区への住宅移転が必要であるとした。
3. 平田市長からの懸案であった四日市港の港湾整備計画と工業用地の造成計画を就任後にまとまる。四日市市と三重県は日本港湾コンサルト協会に計画を委託し、四日市地区に大型船が接岸できる3つの埠頭と石炭埠頭・物置き場などの港湾施設を建設、塩浜航路・四日市航路・朝明航路および泊地を12mから17mの深さにする計画を立てた。四日市工業地帯は公害問題の処理という大きな課題をかかえているが、立地条件の優位性から霞ヶ浦・富田地域を埋め立て石油化学コンビナートとする計画を立てた。石油化学コンビナートに市民や市議会の反発が強かったため、公害防止の観点から埋め立て計画へと変更し、地続きではなく、神戸港の人工島であるポートアイランドを参考にした出島方式とした。また、九鬼は霞ヶ浦緑地公園を造成することとした。

### 公害市長
四日市のさらなる工業化を目指して、九鬼は第2コンビナート（午起地区）の建設を、公害による反対運動がある中で強行した。また、四日市港と共存して四日市港埠頭と兼務する第3コンビナート（霞ヶ浦地区）を建設計画を立案し、法人税や固定資産税の増加を目指して四日市コンビナートに進出した石油化学系企業を税制面で優遇した。
九鬼は大気汚染を出していた石油化学企業や財界の味方につき、公害市民運動を四日市市民による左翼活動として市民運動を弾圧した。四日市ぜんそくは一般的な病気で、千葉県の東京湾沿岸のコンビナート・神奈川県の川崎市コンビナート・岡山県の水島コンビナートでも喘息になるはずである。水俣病やイタイイタイ病のように明確な原因物質が特定されたわけもなく、日本中によくある病気であり、本当に四日市コンビナート企業が原因なのか、他に原因があるのではないかと主張した。そして、市の小中学校でのマスク使用を中止したり、公害対策に真剣に取り組む姿勢を示さなかった。そのため、革新政党や環境運動家によって、公害患者をいじめる悪い市長、無責任市長と批判され、「公害市長」としての悪評が広がった。
九鬼は四日市市長として、四日市ぜんそくで自殺者を出した責任を問われた。最初の自殺者は、1966年（昭和41年）7月10日に自宅で死亡した、当時76歳の男性であった。男性は大協石油四日市製油所に隣接する稲葉町に住んでおり、遺書には「死ねば楽になれる」と記されていた。1966年（昭和41年）7月14日、四日市公害対策協議会の主催で男性の追悼市民大会が開催され、患者を守る会副会長の60歳の男性が、自殺した男性の遺影を持って、静かなデモが行われた。それから1年後の1967年（昭和42年）6月13日、その60歳の男性が、自宅に隣接する菓子工場で自殺した。自殺10日前の日記には、「午後5時過ぎよりスモッグがひどい。亜硫酸がすのため咳がやまず。弁当を作って早々に我が家を飛び出す。ああ残念。家にいたくてもさびしい所に行かなければならぬ。くやしい。九鬼市長ぜんそくやってみろ。公害の影響で死にたくない」と記されていた。「四日市に公害はない」「一般的な病気である」とする九鬼市長の公害責任が問われることになった。

### 公害訴訟との対決と謝罪
1967年（昭和42年）2月の市議会で、霞ヶ浦海岸を埋め立てて第3四日市コンビナートを誘致する議案が、九鬼のリーダーシップで保守系議員の賛成により強行採決された。同年12月25日の市議会で九鬼は、公害訴訟企業の三菱油化四日市事業所の総務部長加藤寛嗣を四日市市の助役に選任する議案を提出した。加藤は三重県知事田中覚の従兄弟であった。四日市公害訴訟では、四日市市などの行政は被告となっていなかったが、市は四日市コンビナート企業と同様に、塩浜病院に入院する原告患者側と敵対して戦う意思を表明した。
1968年（昭和43年）9月30日に住民と企業の対話集会があり、公害対策のための住民・企業の対話をうたい文句に「四日市地域公害防止対策協議会」の第1回総会が四日市商工会議所のホールで開催された。同協議会は会長が田中知事、副会長が九鬼であった。記者会見で九鬼は「四日市公害訴訟を取り下げて、公害防止協議会での話し合いによる解決を望む」と発言した。
1972年（昭和47年）7月の四日市コンビナート企業6社の民事責任を認めた四日市公害訴訟の判決時には、四日市の行政責任を認めて塩浜地区民など市南部の住民に謝罪した。
この間、1971年（昭和46年）に霞ヶ浦緑地公園に霞ヶ浦緑地由来碑を建立した。

### 三重県知事選挙
1972年（昭和47年）、自由民主党の田中角栄・三木武夫により、四日市市を地盤とする衆議院議員山手満男の後継候補のリストに田中知事と九鬼が上がった。九鬼は九鬼財閥など財界の支援があり、九鬼家から2代続けて衆議院議員が出ていたなどの好条件があったが、四日市公害問題での悪評により候補から外れた。田中は県知事選挙で日本社会党の推薦があったことが問題となっていたが、四日市公害の発生地区の塩浜地区出身であり、県知事時代の実績によって三木派の自民党公認候補となり、知事を辞職して衆議院議員に転身した。
田中の転身にともない、九鬼はその後継として県知事選挙に出馬することとなった。九鬼は、公害裁判の判決の頃に田中が決断した総量規制などの公害対策を中止させ、四日市コンビナートの石油企業や化学企業など三重県の財界を優遇することを掲げた。また、芦浜原子力発電所の建設の推進、塩浜地区磯津公害患者への補償中止を公約にした。これに対し、三重県教職員組合は「反九鬼・反公害キャンペーン」を行い、対立候補の田川亮三を全面支援した。教職員組合は、九鬼が県教育委員を務めた時代から全面対決していた。
九鬼は自民党の公認候補となり、九鬼財閥を中心とする財界の支持を得ており、当初は県内の保守層の支持を集めて有利と見られた。しかし、四日市ぜんそく（公害対策）が争点となり、民社党・社会党などの支持を得た田川が当選し、九鬼は落選した。九鬼の落選に対しては、四日市ぜんそくの公害患者をいじめる悪い市長のイメージができたことが要因であると報道された。九鬼を知る者は否定するが、革新政党や環境運動家によって問題政治家のイメージと悪評が県民に宣伝され、四日市ぜんそくの罰が当たったとの声や、公害対策をしなかった天罰だとの声が上がった。

### 政界引退後
九鬼喜久男が設立した株式会社九鬼製肥所は、1966年（昭和41年）から1974年（昭和49年）まで小林真が社長を務めたが、小林の病死後は九鬼が再び社長となった。同社は1978年（昭和53年）7月に九鬼肥料工業株式会社へ社名を変更した。住友商事向けのスミエリート（有機入化成肥料）が九鬼産業の商品で一番人気で喜久男の後継者は九鬼通夫である。政界引退後は四日市市内にホテル企業の設立や赤堀氏の拠点だった東海道赤堀村（常磐地区）に在住していた。
2005年（平成17年）10月31日に老衰で死去した。享年87。

## 横顔
- 趣味は絵画鑑賞とスポーツ（ハイハードル）。
- 端正の風貌であり英国型紳士である、と評された[12]。

## 著作本
- 昭和43年1月の月刊『都市問題』の第 59 巻 第 1号の論文『都市繁栄の目標－四日市市長の立場から』を執筆した。

## 教育委員
- 四日市市教育委員会副委員長 （1952年〈昭和27年〉11月1日 - 1953年〈昭和28年〉10月31日）
- 四日市市教育委員会委員長 （1954年〈昭和29年〉11月1日 - 1955年〈昭和30年〉10月31日）
- 四日市市教育委員会教育委員 （1953年〈昭和28年〉11月1日 - 1954年〈昭和29年〉10月31日）